# Euphyia carneoviridis
Euphyia carneoviridis är en fjärilsart som beskrevs av Paul Dognin 1903. Euphyia carneoviridis ingår i släktet Euphyia och familjen mätare. Inga underarter finns listade i Catalogue of Life.